# كامل الزيارات
كتاب كامل الزيارات لأبي القاسم جعفر بن محمّد بن قولويه القمي البغدادي المتوفى سنة 386هـ وهو من كبار رواة الشيعة في القرن الرابع الهجري.
يعدّ هذا كتاب من أكثر كتب الشيعة الروائية اعتباراً والذي بقي على مدى عشرة قرون منذ زمن كتابته مورداً لاهتمام علماء الشيعة وفقهائهم، ولقد ذكرت رواياته في المصادر المهمة الروائية للشيعة واعتمدوا عليه في ذلك.

## المؤلف
جعفر بن محمد بن جعفر بن موسى بن مسرور بن قولويه القمي المعروف بـابن قولويه هو من كبار رواة الشيعة في القرن الرابع الهجري. وهو من أفضل تلامذة محمد بن يعقوب الكليني ومن أبرز مشايخ الشيخ المفيد.
قد نال ابن قولويه احتراماً خاصاً لدى علماء الشيعة
واتفق الأصحاب على وثاقته وجلالته وتوارد عليه النصّ بالوثاقة، ووصفه النجاشي بقوله بأنّه «من ثقات أصحابنا وأجلاّئهم في الفقه والحديث.»

## محتوى الكتاب
كتاب كامل الزيارات، وقد يُقال له أيضاً جامع الزيارات أو كامل الزيارة، هو مجموعة من الروايات عن الأئمة الأثنا عشرية حول طريقة زيارة رسول الله وسائر الأئمة وأولادهم.
حيث يتطرق المؤلف فيه إلى جميع أبعاد الزيارة كثوابها، وفضلها، ومشروعيتها، وكيفيتها، وهو يحثّ عليها ويرغب بها، ومن بعده يقوم المؤلف بمناقشة الشبهات والردّ عليها وعلى الاشكالات المطروحة من قبل المخالفين.
يحوي الكتاب على 755 حديثاً في 108 أبواب، ومجمل عناوين محتوياته هو:
- آداب وثواب زيارة الرسول الأكرم.
- آداب وثواب زيارة الأئمة الاثنى عشرية.
- فضل وثواب زيارة أولاد الأئمة.
- زيارة المؤمنين.[2]

## تقييم الكتاب
يعدّ هذا الكتاب من أشهر مؤلفات ابن قولوية
ومن خصائصه المهمة هو التوثيق العام لرواته. حيث قام ابن قولويه في بداية الكتاب بتوثيق جميع رواته، ثم جمع فيه أصح وأوثق الروايات والأحاديث، ولذلك يعتبر هذا الكتاب من أهمّ كتب الطائفة الشيعية وأُصولها المعتمد عليها في الحديث، وهو أحد أهم المصادر لكتب الادعية والزيارات التي ألفها المتأخرون منها كتاب مفاتيح الجنان للشيخ عباس القمي.

## النسخ الخطية
توجد من هذا الكتاب نسخ خطيّة كثيرة، منها:
1. نسخة مخطوطة في مكتبة مجلس الشورى الإسلامي كتبها محمد شفيع كرماني، تاريخها محرم الحرام 1093.
2. ونسخة أخرى كتبها أبو القاسم النجفي وهي محفوظة في مكتبة آستان قدس رضوى في مشهد.
3. وهناك نسخة في مكتبة كاشف الغطاء في مدينة النجف.
4. ونسخة أخرى في مكتبة آية الله الخونساري.[4][5]